# Чилигидер
Чилигиде́р (укр. Чилігідер) — левый приток реки Когильник, расположенный на территории Тарутинского и Саратского районов (Одесская область, Украина). Крупнейший (после Чаги) по длине и площади бассейна приток Когильника.

## География
Длина — 57 или 42,7 км. Площадь бассейна — 334 км². Русло реки (отметки уреза воды) в среднем течении (пруд севернее села Введенка) находится на высоте 43,5 м над уровнем моря. Долина трапецияобразная; местами обрывистые берега, изрезана балками и промоинами, задернованные уступы (бровки); шириной до 1-2 км, глубиной до 40-60 м. Пойма шириной 0,3-0,4 км. Русло извилистое, шириной в среднем течении 5 м; на протяжении всей длины пересыхает, в среднем течении (южнее села Введенка) небольшой участок выпрямлен в канал (канализировано). На реке создано несколько прудов. Используется для с/х нужд.
Берет начало от двух ручьёв, что в селе Николаевка и западнее села. Река течёт на юг. Впадает в реку Когильник (на 21-м км от её устья) в селе Новоселовка.
Притоки: (от истока к устью)
1. Мутаву пр
2. балка Малая пр
3. балка Сухая л
4. балка Кустарниковая л
5. балка Холодная л
6. Тамурка пр
7. балка Валединка л

Населённые пункты (от истока к устью):
1. Николаевка
2. Староселье
3. Введенка
4. Светлодолинское
5. Новосёловка